# 日映新社撮影所
日映新社撮影所（にちえいしんしゃさつえいじょ）は、かつて存在した日本の映画スタジオである。日本映画新社の親会社・東宝は、とくに1976年（昭和51年）以降、「目黒スタジオ」（めぐろスタジオ）と通称した。

## 略歴
第二次世界大戦後、旧・海軍大学校の跡地を毎日新聞社が払い下げを受け、子会社の東日興業が東日興業スタジオ（とうにちこうぎょうスタジオ）として稼動していた撮影所を、1952年（昭和27年）に東宝が同社を買収して設立した東京映画が東京映画撮影所（とうきょうえいがさつえいじょ）として新たに開所した。1962年（昭和37年）に東京映画撮影所は東京都内の世田谷区に移転、跡地に日本映画新社が入居した。
1976年（昭和51年）、3億円の費用をかけて改装し、以降、東宝は同撮影所を「目黒スタジオ」と通称し、テレビ映画の受注製作に使用した。
2002年（平成14年）に閉鎖、日本映画新社の機能は移転、同地は売却され、跡地にはUR都市機構シティコート目黒が建った。

## データ
- 所在地 : 東京都品川区上大崎2-10-17

北緯35度38分9.70秒 東経139度43分3.70秒 / 北緯35.6360278度 東経139.7176944度
- 施設 : 4階建て管理棟1、ステージ1[4]

## 名称の変遷
| 年号   | 名称             | 経営会社     | 備考             |
| ------ | ---------------- | ------------ | ---------------- |
| 戦時中 | 兵棋演習所       | 陸軍大学校   | 消滅             |
| 1950年 | 東日興業スタジオ | 東日興業     | 開所             |
| 1952年 | 東京映画撮影所   | 東京映画     | 買収・新装開所   |
| 1962年 | 日映新社撮影所   | 日本映画新社 |                  |
| 2002年 |                  |              | 港区へ移転、閉鎖 |

## 概要

### 東日興業スタジオ
1950年（昭和22年）9月、毎日新聞社の子会社の東日興業が東日興業スタジオとして開所した。戦時中は海軍大学校の敷地の一部であり、兵棋演習所のあったあたりであった
同スタジオでは、同年7月からアメリカのNBCテレビによるニュース映画の日本版『毎日NBCテレビニュース』、翌1951年（昭和26年）1月に公開された日本初のアメリカとの合作映画とされる第2回作品『東京ファイル212』を製作した。
同社と同スタジオは、東宝資本に買収され、東京映画、東京映画撮影所となった。同社の保険部は分離され、現在の毎栄となって残っている。

### 東京映画撮影所
1952年（昭和27年）、東宝に映画作品を供給する映画製作会社・東京映画が東京映画撮影所として新装開所した。開所第1作は、加藤譲製作、豊田四郎監督、三国連太郎・岡田茉莉子主演の『春の囁き』で、東宝が配給して同年12月10日に公開された。
1955年（昭和30年）には国立予防衛生研究所（のちの同品川庁舎、現在の国立感染症研究所、のちに新宿区に移転）がおなじく陸軍大学校の敷地であった隣地に移転してきている。
1956年（昭和31年）に開始した「社長シリーズ」は、1962年（昭和37年）6月1日に公開された第15作、杉江敏男監督の『続・社長洋行記』まで、1958年（昭和33年）に開始した「駅前シリーズ」は1962年7月29日に公開された第4作、久松静児監督の『喜劇・駅前温泉』までが本撮影所でセット撮影された。
1962年（昭和37年）8月、東京映画撮影所は東京都内の世田谷区船橋の連合映画撮影所に移転した。

### 日映新社撮影所
1962年（昭和37年）、東京映画撮影所跡の同地に日本映画新社が入居した。当時の同社の実力者は常務取締役の堀場伸世で、堀場は同年11月3日、東宝スコープのカラー作品『大いなる黒部』を発表している。同年にのちに同社の常務取締役となった重田一男が入社している。
長らく同社の本社屋が存在したが、2002年（平成14年）11月1日、港区新橋6-20-1に移転、閉鎖した。2008年（平成20年）4月1日、同社のライブラリー業務を東宝ステラに移管し、2009年（平成21年）4月24日をもって解散した。